# Katja Kulin
Katja Kulin (* 6. Juni 1974 in Bochum) ist eine deutsche Autorin, die in der Voreifel lebt.

## Leben
Geboren in Wattenscheid, seit 1975 ein Ortsteil  von Bochum, wuchs sie in und um Bochum auf. Nach dem Abitur studierte Katja Kulin Germanistik, Erziehungs- und Sozialwissenschaften.
Die Autorin verfasste Beiträge für Anthologien, schrieb Sachbücher. 2015 erschien ihr erster biografischer Roman bei Herder, 2016 dann ihr Romandebüt bei Ullstein. Weitere Bücher folgten.
Neben dem Schreiben von Romanen, Romanbiografien und Sachbüchern ist Katja Kulin auch als Lektorin und Korrektorin tätig.
2007 war sie mit einer Kurzgeschichte für den Literaturpreis Prenzlauer Berg, 2008 für den Literaturpreis der Literarischen Gesellschaft Bochum und 2013 für den Preis des Friedrich-Bödecker-Kreis NRW im Wettbewerb.

## Bücher, Auswahl
- Irmgard Keun, Romanbiografie. Herder Verlag, Freiburg 2015, ISBN 978-3-451-06756-3.
- Normal ist anders, Roman. Ullstein Verlag, Berlin 2016, ISBN 978-3-548-28800-0.
- Marlene Dietrich, Romanbiografie. Herder Verlag, Freiburg 2016, ISBN 978-3-451-06866-9.
- Kein leichtes Ziel, Jugendbuch. Fidibus Verlag, München 2017, ISBN 978-3-943411-33-1.
- Gala Éluard, Biografie. Herder Verlag, Freiburg 2019, ISBN 978-3-451-38384-7.
- Der andere Mann, Roman. DuMont Buchverlag, Köln 2021, ISBN 978-3-8321-6566-6.[3][4]